# Bactéria comedora de náilon
A Paenarthrobacter ureafaciens KI72, popularmente conhecida como bactéria comedora de náilon, é uma cepa de Paenarthrobacter ureafaciens que pode digerir certos subprodutos da fabricação do policaprolactama (ou náilon 6). Ela usa um conjunto de enzimas para digerir o náilon, popularmente conhecidas como náilonase.

## Descoberta e nomenclatura

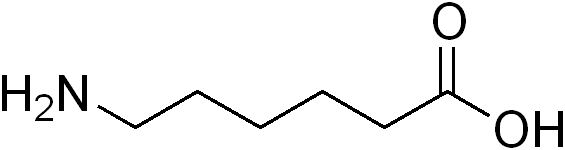
Estrutura química do ácido 6-aminohexanoico

Em 1975, uma equipe de cientistas japoneses descobriu uma cepa de bactéria, vivendo em tanques contendo águas residuais de uma fábrica de náilon, que podia digerir certos subprodutos da fabricação do náilon 6, como o dímero linear do 6-aminohexanoato. Não se sabe se essas substâncias existiam antes da invenção do náilon em 1935. Foi inicialmente classificada como Achromobacter guttatus. Estudos em 1977 revelaram que as três enzimas que as bactérias usavam para digerir os subprodutos eram significativamente diferentes de quaisquer outras enzimas produzidas por qualquer outra bactéria e não eram eficazes em nenhum outro material que não fosse os subprodutos do náilon sintético.
A bactéria foi transferida para Flavobacterium em 1980. Seu genoma foi resolvido em 2017, novamente reatribuindo-o ao Arthrobacter. O banco de dados de taxonomia do genoma o considera uma cepa de Paenarthrobacter ureafaciens após uma reclassificação de 2016. Em janeiro de 2021, o navegador de taxonomia NCBI foi atualizado para corresponder ao GTDB.

### Linhagens descendentes
Algumas cepas mais recentes foram criadas pelo cultivo do KI72 original em diferentes condições. Isso inclui KI722, KI723, KI723T1, KI725, KI725R e muitos mais.

## As enzimas
A bactéria contém as seguintes três enzimas e todas as três são codificadas em um plasmídeo chamado pOAD2. O plasmídeo pode ser transferido para E. coli, como mostrado em uma publicação de 1983.

### 6-aminohexanoato-dímero-hidrolase cíclico (P13398, EI ouNylA)
A enzima EI está relacionada às amidases. Sua estrutura foi resolvida em 2010.

### 6-aminohexanoato-dímero hidrolase (P07061, EII ouNylB)
A enzima EII evoluiu por duplicação de genes seguida pela substituição de base de outra proteína chamada EII' (NylB' ou P07062). Dos 392 aminoácidos, ambas as enzimas possuem 345 aminoácidos idênticos (88% de homologia). As enzimas são semelhantes à beta-lactamase.
Em comparação com EII, a proteína precursora EII' é cerca de 100x menos eficiente. Uma pesquisa de 2007 pela equipe de Seiji Negoro mostrou apenas duas alterações nos aminoácidos de EII', ou seja, as alterações chamadas G181D e H266N são as responsáveis pelo aumento de 85% na atividade de EII em relação à proteína EII'.

### 6-aminohexanoato-oligômero endohidrolase (Q57326, EIII ouNylC)
A estrutura de EIII foi resolvida em 2018. Em vez de ser uma enzima completamente nova, ela parece ser um membro da família da nucleófila N-terminal (N-tn) hidrolase. Especificamente, as abordagens computacionais classificam-no como uma hidrolase MEROPS S58 (agora renomeada para P1).
EIII foi originalmente pensada para ser completamente nova. Susumu Ohno propôs que ela surgiu da combinação de um evento de duplicação de genes com uma mutação de deslocamento de quadro. Uma inserção de mudança de timidina teria transformado uma proteína 427aa rica em arginina na enzima 392aa.

## Papel no ensino da evolução
Há um consenso científico de que a capacidade de sintetizar a nylonase  se desenvolveu provavelmente como uma mutação de etapa única que sobreviveu porque melhorou a aptidão das bactérias que possuíam a mutação. Mais importante, a enzima envolvida foi produzida por uma mutação que randomizou completamente o gene original.  Apesar disso, o novo gene ainda tinha uma nova, embora fraca, capacidade catalítica. Isso é visto como um bom exemplo de como as mutações podem facilmente fornecer a matéria-prima para a evolução por seleção natural.
Um artigo de 1995 mostrou que os cientistas também foram capazes de induzir outra espécie de bactéria chamada Pseudomonas aeruginosa, a desenvolver a capacidade de quebrar os mesmos subprodutos do náilon em um laboratório, forçando-as a viver em um ambiente sem outra fonte de nutrientes. A cepa NK87 de P. aeruginosa não parecia usar as mesmas enzimas que tinham sido utilizadas pela cepa KI72 original.